# Adam Kotowski
Adam Kotowski (* 1626 in Komorno, Schlesien; † 1693 in Warschau, Polen) war ein Gefolgsmann des polnischen Königs Jan Sobieski.

## Leben
Ursprünglich stammte Kotowski von einem Bauerngeschlecht in Schlesien ab. Als junger Mann gelangte er an den königlichen Hof, wo er ein bedeutendes Vermögen ansammeln konnte und in den Adelsstand aufgenommen wurde. In Warschau besaß er zudem ein nach ihm benanntes Palais, welches allerdings während des Zweiten Weltkrieges von der Wehrmacht zerstört wurde.
Während der Belagerung von Wien im Jahr 1683 beteiligte sich Kotowski im Namen der polnischen Krone am Zurückschlagen der osmanischen Truppen. Bis zu seinem Tod war er enger Vertrauter des polnischen Königs und Truchsess von Wyszogród. Sein Leichnam und der seiner Frau Małgorzata wurden in einer nach ihnen benannten Kapelle in der Warschauer Altstadt beerdigt, die noch heute besucht werden kann.